# Плејнвил (Илиноис)
Плејнвил (енгл. Plainville) град је у америчкој савезној држави Илиноис.

## Демографија
По попису из 2010. године број становника је 264, што је 16 (6,5%) становника више него 2000. године.
| Група             | 2000.       | 2010.        |
| Белци             | 247 (99,6%) | 264 (100,0%) |
| Афроамериканци    | 0 (0,0%)    | 0 (0,0%)     |
| Азијати           | 0 (0,0%)    | 0 (0,0%)     |
| Хиспаноамериканци | 0 (0,0%)    | 0 (0,0%)     |
| Укупно            | 248         | 264          |